# Medardo de Marchena
Pedro Pablo Medardo (Dada) de Marchena (Curaçao, 29 juni 1899 - Bonaire,  15 mei 1968) was een Curaçaos-Bonairiaans schrijver, dichter, nationalist en activist. Hij was een van de pioniers van de Caribische intellectuele emancipatie en antikoloniale kritiek.

## Biografie
Medardo de Marchena was de buitenechtelijk zoon van de katholieke Afro-Curaçaose Anna Delfina Wiel en de Joodse Benjamin Abraham de Marchena. Hij werd later door zijn vader geëcht en kreeg zijn naam. Omstreeks 1920 verbleef hij in de Verenigde Staten waar hij in aanraking kwam met het gedachtegoed van Marcus Garvey.

### Activist en nationalist
De Marchena stond in de jaren dertig van de 20ste eeuw in Curaçao bekend als kritisch en revolutionair. Met zijn publicaties in het Papiaments probeerde hij het volk wakker te schudden voor zijn ongeschooldheid,  onderdanigheid en lethargie als gevolg van onderdrukking door de toenmalige koloniale regering, de rooms-katholieke kerk en de Shell-raffinaderij.
In de pamfletten  “Ignorancia o educando un pueblo” (1929) en “Muher i nos bida moderno" (1934) streed hij voor gelijkheid en voor vrouwen-, vaderschaps- en auteursrechten. In 1930 kwam er een weerwoord op het eerste pamflet met het boekje  “Critica riba Ignorancia o educando un pueblo” van J. Muller. In het vlugschrift “Dos Cartas Pastorales” stelde hij het Nederlands koloniaal regiem en de katholieke kerk aan de kaak, in het bijzonder de rooms-katholieke Curaçaosche Volksbond. De Marchena publiceerde ook in het periodiek "De Onpartijdige", een blad van de debatteerclub Jong Curaçao dat in 1932 voor het eerst verscheen. Van dit periodiek was hij medewerker en enige tijd ook mederedacteur. Originele exemplaren van zijn pamfletten zijn bewaard gebleven in het Mongui Maduro Museum in Curaçao.

### Internering
Tijdens de Tweede Wereldoorlog werd De Marchena vanwege zijn geschriften en denkbeelden aangemerkt als  communist en een ”gevaar voor de rust en veiligheid in het gebiedsdeel“. Hij werd verbannen naar Bonaire en verbleef van 1940 tot 1945 in het interneringskamp Playa Pariba, dat in eerste instantie bedoeld was voor Duitse onderdanen. 

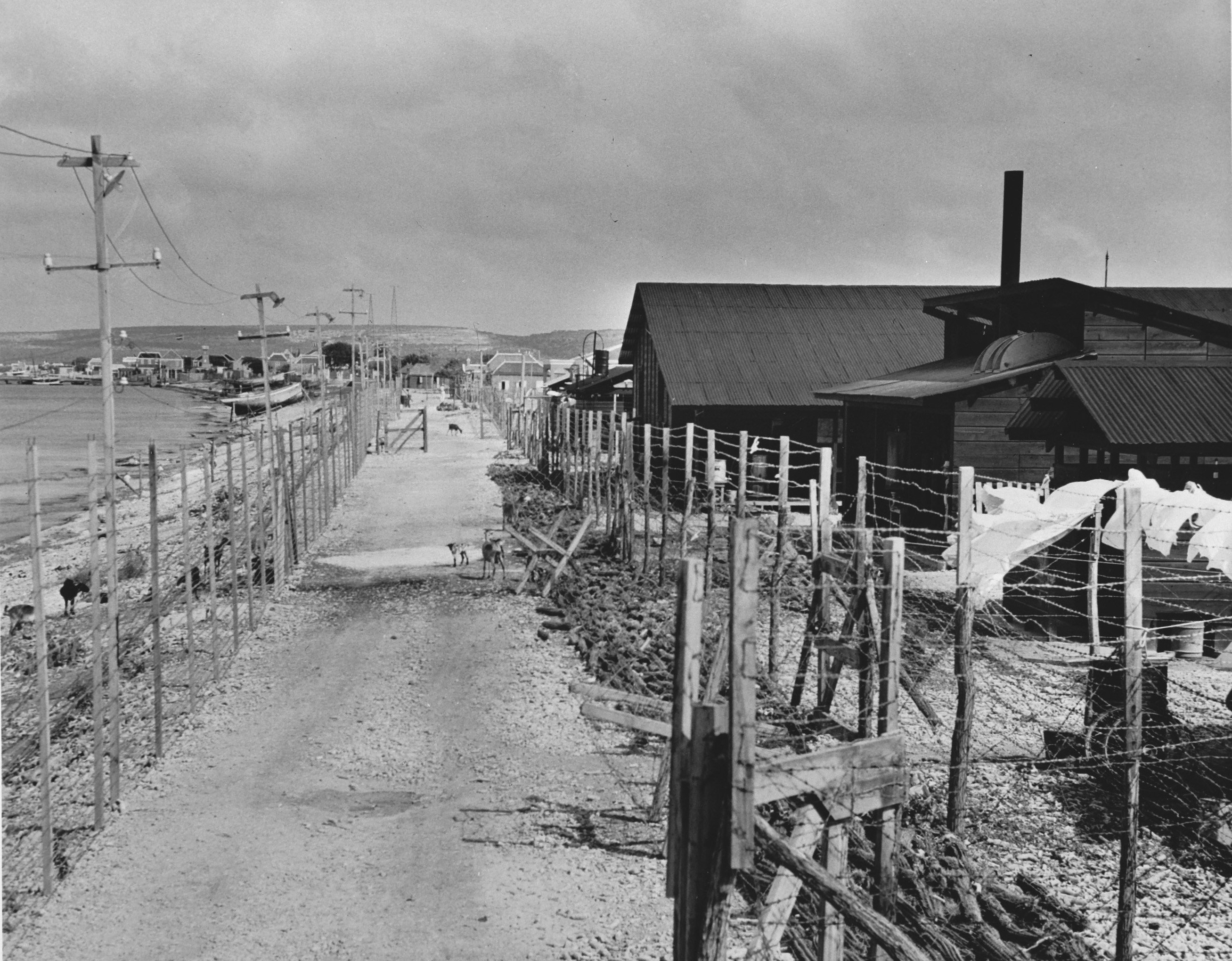
Het aan de kust gelegen hoofdgebouw van het interneringskamp Playa Pariba met prikkeldraadomheining (tussen 1940 en 1945).

 In het kamp dichtte hij liedjes in het Papiaments op zilverpapier uit sigarettendoosjes. Tot de klassiekers onder de Antilliaanse liederen behoort zijn omstreeks 1944 geschreven oorlogslied “Esta Dushi”, beter bekend als “Bula Waya” (De omheining over). Hij schreef de tekst op de bestaande melodie van "Hisa Bela" en verhaalt over zijn verlangen het kamp te verlaten en over het vrouwelijk schoon buiten de prikkeldraadomheining. Enkele jaren later maakte de bekende Portoricaanse zanger Daniel Santos (1916-1992) dit lied beroemd in het gehele Caribisch gebied.
Na zijn vrijlating bleef De Marchena in Bonaire wonen, waar hij een Bonairiaanse trouwde. Hij ging werken in de visexporthandel en werkte hierna tot zijn pensionering bij de overheid als magazijnmeester. Na een kort ziekbed overleed hij op de leeftijd van 68 jaar.
Tijdens de Tulalezing van 17 augustus 2024 pleitte Margo Groenewoud voor rehabilitatie van De Marchena, in navolging van Tula.

## Publicaties
- 1929 Ignorancia o educando un pueblo (Onwetendheid en de educatie van een volk)
- 1934 Muher i nos bida moderno (De vrouw en ons modern leven)
- Dos Cartas Pastorales (Twee pastorale brieven)

## Over Medardo de Marchena
- Aart Broek, Schaamrood. Haarlem: In de Knipscheer, 2017.
- Aart Broek, Medardo de Marchena Staatsgevaarlijk in koloniaal Curaçao. Haarlem: In de Knipscheer, 2021.
- Aart Broek, Recht doen aan Medardo de Marchena: Caraïbisch Uitzicht, 2024

## Tekst Bula Waya
| Papiaments | Nederlands |
| --- | --- |
| Para tras di waya Ai m’a mir’un mosa Su kara ta bunita, su kurpa ta kolebra E waya ta taha mi E waya ta stroba mi Pronto lo bo mira ta kon ta bula waya Ken a bisa mi (e ta bon) bula waya Ken a bisa mi bula waya Ken a stroba mi bula waya Esta dushi, bula waya Sumpiña a hinka mi, bula waya Esta bon, bula waya Esta dushi, bula waya E kuchi kuchi, bula waya Esta bon, bula waya Ken a manda mi, bula waya E tata a stroba mi , bula waya E mama a mira mi , bula waya Sumpiña a hinka mi, bula waya Esta bon, bula waya Ken a bisa mi, bula waya Ken a stroba mi, bula waya E mama a mira mi, bula waya E tata a taha mi, bula waya Sumpiña a hinka mi, bula waya E mama a mira mi, bula waya Esta bon, bula waya E boy a weta mi, bula waya Ai, esta dushi, ta ken a manda mi bula waya Sumpiña a hinka mi, bula waya E mama a bisa mi, bula waya | Terwijl ik aan de andere kant van een ijzeren hek stond, Ai, heb ik een jonge vrouw gezien. Haar gezicht is mooi, haar lichaam ziet eruit als een slang. Het ijzeren hek houdt mij tegen. Het ijzeren hek belemmert mij. Spoedig zul je zien hoe je over een ijzeren hek moet springen. Wie heeft mij gezegd (die is goed) over het hek te springen? Wie heeft mij gezegd over het hek te springen? Wie heeft mij gehinderd om over het hek te springen? Wat verrukkelijk om over het hek te springen Doorns hebben mij geprikt toen ik over het hek ben gesprongen! Wat is het goed om over het hek te springen! Wat is zij lief, spring over het hek! He lekker ding, spring over het hek! Zo is het goed, spring over het hek! Wie heeft mij ertoe gebracht over het hek te springen? Haar vader heeft mij verhinderd om over het hek te springen! Haar moeder heeft gezien hoe ik over het hek ben gesprongen! Doorns hebben mij geprikt toen ik over het hek ben gesprongen! Wat is het goed, dat ik over het hek gesprongen ben! Wie heeft mij gezegd over het hek te springen? Wie heeft mij gehinderd om over het hek te springen? Haar moeder heeft gezien hoe ik over het hek ben gesprongen! Haar vader heeft mij verboden over het hek te springen! Doorns hebben mij geprikt toen ik over het hek ben gesprongen! Haar moeder heeft gezien hoe ik over het hek ben gesprongen! Wat is het goed om over het hek te springen! De jongen heeft gezien hoe ik over het hek ben gesprongen Ai, wat is ze mooi, wie heeft mij gestuurd om over het hek te springen? Doorns hebben mij geprikt toen ik over het hek ben gesprongen! Haar moeder heeft mij gezegd, spring over het hek |